# Boixa

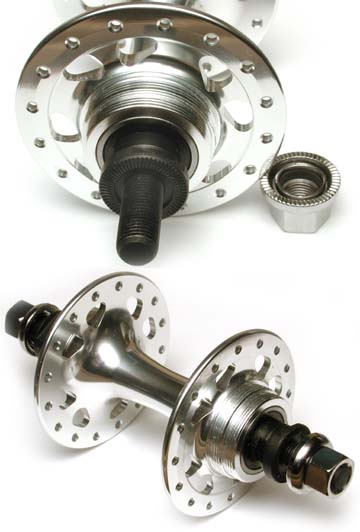
Detall d'una boixa de bicicleta.

La boixa  és l'element d'una màquina, de forma cilíndrica i secció de corona circular per l’interior de la qual passa l'eix o l’arbre i gira un eix. Pot ser una simple peça que subjecta un cilindre de metall o un conjunt molt elaborat de components que formen un punt d'unió. És un llatinisme, deriva de buxis que significa caixa.

## Boixa d'automòbil
En la suspensió d'un automòbil o un altre vehicle, les boixes s'usen per connectar diversos braços en moviment i punts de pivot amb el xassís i altres parts de la suspensió. Per tal de minimitzar la vibració, desgast i transmissió de sorolls freqüentment incorporen material flexible com goma o poliuretà. Aquestes boixes sovint prenen la forma d'un cilindre anular de material flexible dins d'un casquet o tub exterior. També poden tenir un tub intern per impedir que es deformi el material flexible. Existeixen molts tipus de dissenys. Un altre tipus de boixa és aquell que conté un orifici amb corda endurit que permet que un acoblament pugui ser fixat a un altre a través d'un cargol. L'ús d'una boixa pot fer el procés d'encaix més senzill, ja que evita la necessitat d'una Rondane i femella en el costat oposat del material fixat. Les boixes poden ser inserides en un material en làmina mitjançant reblons.

## Boixa de bicicleta
En una bicicleta es poden classificar entre altres coses pel seu sistema de gir: per boles o rodaments segellats. El sistema per boles està una mica obsolet, tot i que continuen utilitzant marques com Shimano per ser molt eficients, encara que s'embruten més fàcilment i l'ajust és més complicat. No obstant això els rodaments segellats són pràcticament estancs i més rígids, encara que més pesats. La boixa té una part, anomenada "ala de la boixa", dissenyada per suportar la tensió segons el radiat o traçat de radis de la roda, segons siguin rectes o per disc.

## Boixa d'un sistema de pales o aspes

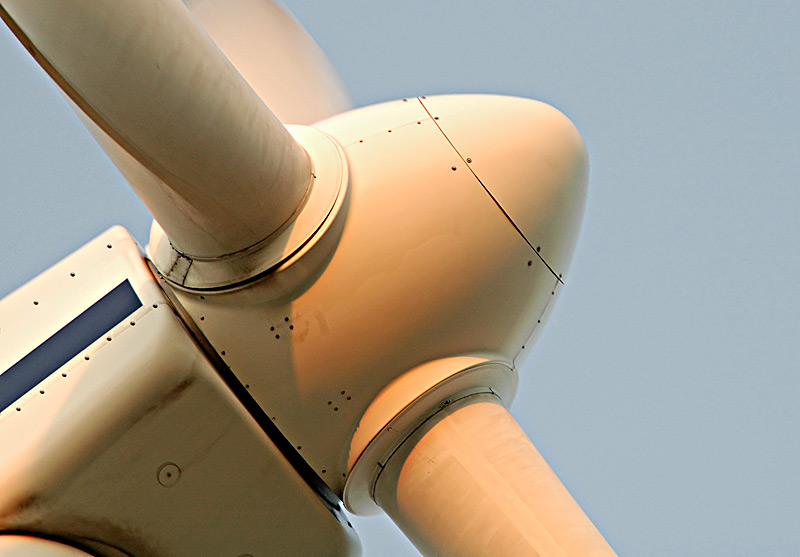
Detall de la boixa d'una turbina eòlica.

En un aerogenerador la boixa és l'element que conté les pales o aspes del generador, on es recolza el rotor i l'únic element extern que gira, al'interior hi ha els elements que permeten el canvi de pas (angle d'incidència del vent sobre la pala) o pitch, en les versions més modernes es troben els cilindres hidràulics (cilindres de pitch), actuadors elèctrics o hidràulics que són elements físics que permeten el gir entre 0° (quan la velocitat del vent està entre 0 m/si 15 m/s) i 90° o posició de bandera (situació en aturada d'emergència o quan no es vol que el boixa giri). A aquest element se li uneix mitjançant perns traccionats els anomenats rodaments de pala, els quals minimitzen el fregament de les pales com que giren sobre el seu propi eix. La majoria dels fabricants d'aerogeneradors les construeixen amb en diversos aliatges d'acer segons les variables (temperatura, tipus de vent, grau d'humitat, etc.).